# Michael Blanco
Pour plus de détails, voir Fiche technique et Distribution.
Michael Blanco est un long-métrage belge de Stephan Streker, sorti en 2004 en Belgique.

## Synopsis
Michael Blanco arrive à Los Angeles. Il rêve de devenir une star de cinéma. Ils sont 900 000 comme lui dans cette ville. 

## Fiche technique
- Réalisation : Stephan Streker
- Scénario : Stephan Streker
- Directeur de la photographie : Antoine Roch
- Société de production : MG Productions
- Pays d’origine :  Belgique
- Langue originale : français
- Format : couleur
- Genre : Drame
- Durée : 80 minutes
- Dates de sortie : 
  -  Belgique : 13 octobre 2004

## Distribution
- Michaël Goldberg : Michael Blanco
- Larry Moss : L'acting coach